# 圣纳泽尔莱塞姆
圣纳泽尔莱塞姆（法語：Saint-Nazaire-les-Eymes，法語發音：[sɛ̃ nazɛʁ le.z‿ɛm]）是法国伊泽尔省的一个市镇，位于该省中东部，属于格勒诺布尔区。

## 地理
圣纳泽尔莱塞姆（45°14'58"N, 5°51'12"E）面积8.49 平方千米，位于法国奥弗涅-罗讷-阿尔卑斯大区伊泽尔省，该省份为法国东南部内陆省份，北起顺时针与安省、萨瓦省、上阿尔卑斯省、德龙省、阿尔代什省、卢瓦尔省和罗讷省。
与圣纳泽尔莱塞姆接壤的市镇（或旧市镇、城区）包括：贝尔南、圣伊米耶、圣皮埃尔-德沙特勒斯、维拉尔博诺、小岩高原镇。

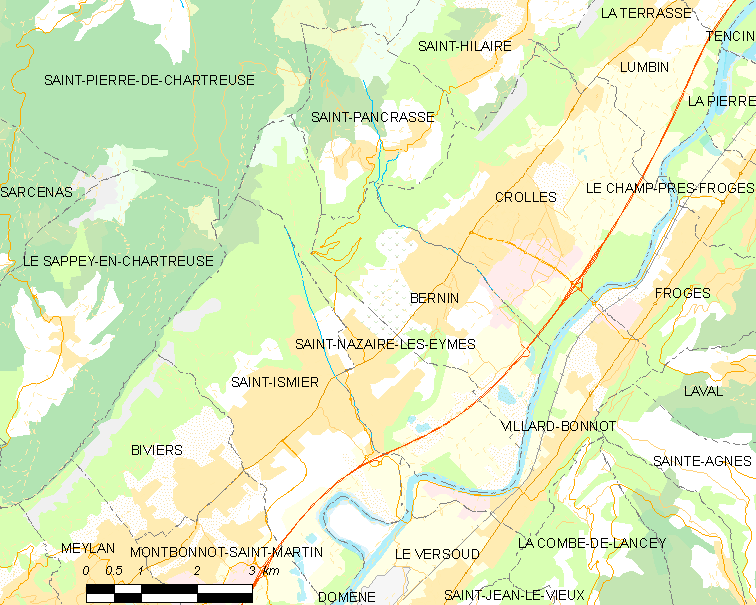
圣纳泽尔莱塞姆的OSM定位图

圣纳泽尔莱塞姆的时区为UTC+01:00、UTC+02:00（夏令时）。

## 行政
圣纳泽尔莱塞姆的邮政编码为38330，INSEE市镇编码为38431。

## 政治
圣纳泽尔莱塞姆所属的省级选区为中格雷西沃当县。

## 人口

1962-2008年间圣纳泽尔莱塞姆人口变化图示

圣纳泽尔莱塞姆于2022年1月1日时的人口数量为3013人。